# Euphorbia kerstingii
Euphorbia kerstingii es una especie fanerógama perteneciente a la familia de las euforbiáceas.  Es originaria de  Togo.

## Descripción
Planta perenne con tallos anuales que surgen de un rizoma leñoso; los tallos ramificados en la base, 5-10-75 cm de largo; hojas linear-lanceoladas a ovado-lanceoladas de 1-2 x 0,2-0,9 cm, cordadas o subcordadas y ligeramente desiguales en la base; no espinosas.

## Ecología
Aparece después de fuego en los herbazales en la sabana en suelo ferruginoso; a una altitud de 525 metros.

## Taxonomía
Euphorbia kerstingii fue descrita por Ferdinand Albin Pax y publicado en Botanische Jahrbücher für Systematik, Pflanzengeschichte und Pflanzengeographie 33: 285. 1903.
Etimología
Euphorbia: nombre genérico que deriva del médico griego del rey Juba II de Mauritania (52 a 50 a. C. - 23), Euphorbus, en su honor – o en alusión a su gran vientre –  ya que usaba médicamente Euphorbia resinifera. En 1753 Carlos Linneo asignó el nombre a todo el género.
kerstingii: epíteto otorgado  en honor del viajero y explorador alemán Otto Kersting, recolector de plantas en África Occidental, especialmente en Togo, donde descubrió la planta.